# Papuellicesa scrobifera
Papuellicesa scrobifera är en tvåvingeart som först beskrevs av Richards 1973.  Papuellicesa scrobifera ingår i släktet Papuellicesa och familjen hoppflugor. Inga underarter finns listade i Catalogue of Life.